# 地球生物基因组计划
地球生物基因组计划（缩写EBP）是一项2018年提出并立项的基因组计划，旨在用十年时间，对地球上所有已知的真核生物物种的基因组进行测序和分类。